# Nica Bonfim
Ana Luíza de Mesquita Garcia Dias, mais conhecida como Nica Bonfim (Rio de Janeiro, 22 de fevereiro de 1956), é uma atriz e artista plástica brasileira.

## Filmografia

### Televisão
| Ano  | Título               | Papel                                                 |
| ---- | -------------------- | ----------------------------------------------------- |
| 1983 | Guerra dos Sexos     | Lucila                                                |
| 1984 | Vereda Tropical      | Mulher do Seu Buttiglione                             |
| 1987 | Brega e Chique       | Mulher que orienta Rosemere                           |
| 1988 | Bebê a Bordo         | Amiga de Walkíria                                     |
| 1988 | O Primo Basílio      | Damiana                                               |
| 1995 | História de Amor     | Rosely                                                |
| 1997 | Anjo Mau             | Suely                                                 |
| 1997 | Por Amor             | Faxineira na Empresa que Nando Trabalha               |
| 1999 | Suave Veneno         | Wanda                                                 |
| 2001 | O Clone              | Creusa                                                |
| 2002 | Coração de Estudante | Enfermeira                                            |
| 2004 | A Grande Família     | Cliente do supermercado (Episódio: Profissão: Safado) |
| 2005 | A Diarista           | Cozinheira (ep: Aquele dos Outros)                    |
| 2005 | Malhação             | Amiga de Dona Vilma                                   |
| 2005 | Belíssima            | Agente Penitenciária                                  |
| 2006 | Bang Bang            | Mamma Jack                                            |
| 2007 | Eterna Magia         | Sofia                                                 |
| 2009 | Zorra Total          | Érica                                                 |
| 2010 | Escrito nas Estrelas | Magali                                                |
| 2012 | Amor Eterno Amor     | Deolinda                                              |
| 2014 | Conselho Tutelar     | Diretora Raimunda                                     |
| 2015 | Além do Tempo        | Raimunda Pescolato / Raimunda Botelho (Neném)         |
| 2016 | A Terra Prometida    | Zaíra                                                 |
| 2018 | Lia                  | Parteira                                              |
| 2018 | Sob Pressão          | Dona Mirtes                                           |
| 2019 | Topíssima            | Solange Silveira                                      |
| 2020 | Amor Sem Igual       | Ludmila                                               |
| 2021 | Cidade Invisível     | Senhora na Lapa                                       |

### Cinema
| Ano  | Título                           | Papel         |
| ---- | -------------------------------- | ------------- |
| 2019 | Mão na Cabeça                    | Tia Soninha   |
| 2018 | E.A.S.: Esquadrão Antissequestro | Mãe de Mayara |
| 2016 | A Menina Índigo                  | Simone        |
| 2012 | Quando o Sol se Põe              | Tia           |
| 1989 | Faca de Dois Gumes               | —             |
| 1988 | Luar Sobre Parador               | Carmen        |
| 1988 | Romance da Empregada             | Vizinha       |
| 1986 | Por Incrível Que Pareça          | —             |

### Internet
- 2013 - Quebra-Cabeças - Valquíria Peixoto[3]

## Teatro
- 1979 Putz, A Menina Que Buscava o Sol - direção de João Carlos Barroso
- 1979/80 Leleco, o Coelho Sonhador - de Paulo Matozinho
- 1980/81 Marcha da Família com Deus pela Liberdade - de Luiz Maria Lima, direção de Maria Teresa Barroso
- 1981 Sandra na Terra do Antes - de Fausto Wolf, direção de Ialmar Wolff
- 1982/83 Tem Borrasca Na Ribalta - de Sérgio Fonta, direção de Cláudio Gaya
- 1982 A Fábrica dos Sonhos - direção Geraldo Case
- 1983/84 Amor - comédia de Oduvaldo Vianna, direção de Marco Antônio Palmeira
- 1997/98 Causos De Um Cabo Que Já Se Foi, de Silvana Lima
- 2005 Carnaval de Sereias e Ventos, de Hilton Massa